# Blasco Fernández de Heredia
Blasco Fernández de Heredia (Munébrega, ? - ?) fue un noble aragonés señor de Los Fayos y de Zurita, fundador de una de las ramas del linaje Fernández de Heredia y justicia de Aragón entre 1360 y 1362.
Era hijo de Lorenzo Fernández de Heredia (en algunas fuentes referido como García), señor de Zurita, y hermano del escritor y maestre hospitalario Juan Fernández de Heredia. Blasco contrajo matrimonio con Teresa de Centelles, con la que no tuvo descendencia. Tras fallecer su mujer volvió a casarse con Toda Ruiz, con la que fue padre de García Fernández de Heredia (futuro arzobispo de Zaragoza) y Blasco II Fernández de Heredia y Ruiz, que le sucedió.
Durante la Guerra de los Dos Pedros aparece designado como mayordomo de la reina y recibe encargos regios de inspeccionar y fortificar la zona de Teruel, el Maestrazgo y la costa castellonense y de concentrar en Calatayud a la población de las aldeas que no eran defendibles.
Asistió a las Cortes de Valencia de 1360 y fue justicia mayor, el mayor cargo legal del reino de Aragón entre 1360 y 1362. Ocupó también diversos encargos regios como embajador ante Castilla y capitán en las campañas contra Cerdeña.
Fue señor de Botorrita y Aguilón creando las bases de una de las ramas dinásticas de la dinastía Fernández de Heredia y parece que, con la colaboración de su hermano Juan y del vizconde de Cardona compró la localidad de Mora de Rubielos para acrecentar el patrimonio familiar en 1367. La segunda localidad pasaría a sus sobrinos, creando las bases de otra de las ramas familiares.